# Będę jak
Będę jak – trzeci singiel Kasi Kowalskiej promujący jej album 5.
(muz. Adam Abramek / Paweł Sot / sł. Kasia Kowalska)

## Lista utworów
- "Będę jak" (album version) //3:50

## Twórcy
- Maciej Gładysz – gitary
- Wojciech Pilichowski – bas
- Paweł Sot, Adam Abramek, Alek Woźniak – instr. klawiszowe
- Adam Abramek, Alek Woźniak – programming, loopy

- Produkcja muzyczna – Adam Abramek
- Realizacja – Alek Woźniak
- Mastering – Peter Siedlaczek, Frankfurt

## Listy przebojów
| Notowania                          | pozycja |
| ---------------------------------- | ------- |
| Lista Przebojów Programu Trzeciego | 30      |
| Szczecińska Lista Przebojów        | 19      |